# H. Robert Horvitz
H. Robert Horvitz, all'anagrafe Howard Robert Horvitz (Chicago, 8 maggio 1947), è un biologo statunitense, premio Nobel per la medicina per gli studi compiuti insieme a John E. Sulston e Sydney Brenner sulla regolazione genica cellulare e sull'apoptosi.